# Birgit Hagen
Birgit Hagen (* 6. Juni 1957 in Grevenbroich, nach Heirat Blasberg) ist eine ehemalige deutsche Hockeyspielerin und Olympiateilnehmerin 1984.
Birgit Hagen spielte beim Kölner HTC Blau-Weiss und wurde mit den Kölnerinnen 1979 und 1980 Deutsche Hallenmeisterin, 1980 wurde sie auch Meisterin im Feldhockey. Nach Beendigung ihrer Länderspielkarriere spielte sie noch zwei Jahre beim Düsseldorfer HC.
Die Mittelfeldspielerin debütierte 1975 in der deutschen Hockeynationalmannschaft. Birgit Hagen nahm an vier Weltmeisterschaften teil. 1976 und 1981 gewann sie den Titel, 1978 wurde sie Zweite und nur 1983 kam sie als Vierte nicht in die Medaillenränge. 1975, 1977 und 1981 wurde sie Halleneuropameisterin. Bei der Europameisterschaft 1984 belegte sie mit der Mannschaft den dritten Platz. 1984 fuhr sie mit der deutschen Mannschaft zu den Olympischen Spielen nach Los Angeles und gewann Silber hinter der Mannschaft aus den Niederlanden. Seit der Weltmeisterschaft 1981 war sie Kapitänin der deutschen Nationalmannschaft. Insgesamt wirkte Birgit Hagen von 1975 bis 1984 in 145 Länderspielen mit, davon 28 in der Halle. Als Rekordnationalspielerin wurde sie von Gaby Appel abgelöst.
Birgit Blasberg wohnt heute in Neuss, wo zwei ihrer drei Söhne bei Schwarz-Weiß Neuss Hockey spielen.